# مولد الضد

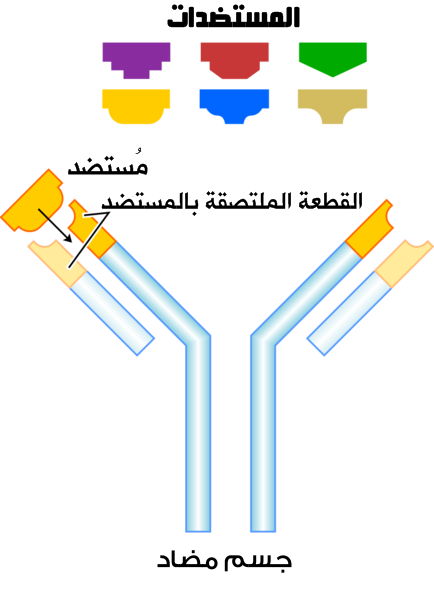

المُسْتَضَدّ أو مولد الضد أو مولد المضاد أو مولد التضاد  أو أنتجن (بالإنجليزية: antigen)‏ مادة تثير الاستجابة المناعية. قد يكون جرثوم أو فيروس دخل الجسم؛ فيبدأ الجسم في «توليد» جسيمات ومواد خاصة مضادة له للقضاء عليه بغرض حماية الجسم.
جسم الإنسان والحيوان مجهز بجهاز مناعة تحميه من غزو ميكروبات وفيروسات قد تؤدي إلى هلاكه. تلك الفيروسات والجراثيم وربما مواد أخرى تهدد الجسم تسمى «مولد الضد» أو «مستضد» أو «أنتيجين»، ويمكن أن تؤدي إلى إنتاج أضداد في نظام مناعة الجسم. يستخدم في أحيان كثيرة بصورة مترادفة مع مستمنع (بالإنجليزية: immunogen)‏.
الجسيمات التي ينتجها الجسم لمقاومة ميكروب أو فيروس دخيل تسمى بالعربية ضد أو جسيم مضاد Antibody .
الجسيمات التي ينتجها الجسم في محاربة والقضاء على مستضد (فيروس مثلا) تفصل له تفصيلا؛ فتقريبا كل نوع فيروس أو ميكروب يشكل ضده نظام المناعة نوعا خاصا من الضد (جسيم مضاد) مناسبة للقضاء عليه. في حالة عدم استطاعة الجسم لإنتاج الضد يغزو الفيروس أو الميكروب الجسم ويتكاثر فيه حتى يقضي على المريض. وفي كثير من الأحيان يستطيع الطبيب إعطاء المريض عقارا يساعد نظام مناعته على أداء وظيفته، وينقذ حياة المريض.
قد يكون منشأ مولد الضد من داخل الجسم («بروتين ذاتي») أو من الوسط الخارجي («غير ذاتي»). يتعرف جهاز المناعة على مولدات الضد غير الذاتية القادمة من الخارج ويهاجمها، ولا يتفاعل عادةً مع البروتينات الذاتية بسبب عملية الانتقاء السلبي للخلايا التائية في الغدة الزعترية.
اللقاحات هي نماذج على مولدات الضد المناعية، والتي تُعطى عمدًا للمتلقي بهدف تحفيز وظيفة الذاكرة التي يتمتع بها جهاز المناعة التكيفي تجاه مستضدات العامل الممرض المصاب به المتلقي. من الأمثلة الشائعة لقاحات فيروس الأنفلونزا الموسمية.

### مولدات ضد خارجية
مولدات الضد الخارجية هي مولدات ضد دخلت الجسم من الوسط الخارجي، عن طريق الاستنشاق أو الحقن أو الابتلاع مثلًا. غالبًا ما تكون استجابة الجهاز المناعي لمولدات الضد من هذا النوع تحت سريرية. تُلتقط مولدات الضد من قبل الخلايا المقدمة للمستضد عن طريق الإدخال الخلوي أو البلعمة ثم تجزئتها لتصبح قطع. تقدم الخلايا المقدمة للمستضد القطع إلى الخلايا التائية المساعدة (CD4 +) باستخدام جزيئات التوافق النسيجي من الدرجة الثانية المتوضعة على سطحها. بعض الخلايا التائية خاصة بالببتيد: معقد التوافق النسيجي الأعظمي. تتفعل الخلايا التائية المساعدة وتبدأ بإفراز السيتوكينات، وهي مواد تفعل الخلايا التائية القاتلة والخلايا البائية المفرزة للأجسام المضادة والخلايا البلعمية الكبيرة والجسيمات الأخرى.
تكون بعض مولدات الضد خارجية في البدء ثم تصبح داخلية (الفيروسات داخل خلوية على سبيل المثال). تعود مولدات الضد داخل الخلوية إلى الدوران الدموي عندما تموت الخلية المصابة.

### مولدات الضد الداخلية
تنشأ مولدات الضد داخل الخلايا الطبيعية نتيجة الاستقلاب الطبيعي للخلايا، أو بسبب عدوى فيروسية أو بكتيرية داخل خلوية. تُقدم فيما بعد القطع على سطح الخلايا ضمن جزيئات معقد التوافق النسيجي الأعظمي من النمط الأول. في حال ميزتها الخلايا التائية القاتلة الطبيعية فإنها تفرز مجموعة من السموم التي تؤدي إلى انحلال أو استماتة الخلايا المصابة. بهدف منع الخلايا التائية القاتلة الطبيعية من قتل خلايا أخرى لمجرد تقديمها مولدات ضد ذاتية، فإنها تُحذف لتفاعلها مع الذات من خلال الانتقاء السلبي (التحمل المركزي). تشمل مولدات الضد داخلية المنشأ الغريب الحيوي (أجنبي المنشأ)، مولدات الضد ذاتية المنشأ، مولدات الضد ذات النمط الذاتي المختلف أو الخيفية (المتجانسة). في بعض الأحيان تكون مولدات الضد جزءًا من المضيف نفسه مثل ما يحصل في أمراض المناعة الذاتية.

## اقرأ أيضا
- معقد التوافق النسيجي الكبير
- خلية لمفاوية
- خلية تائية
- نظام المناعة
- متلازمة تنشيط الخلايا الصارية